# يوسوكي موراكامي
يوسوكي موراكامي (باليابانية: 村上 佑介) (27 أبريل 1984 في طوكيو في اليابان – )؛ هو لاعب كرة قدم ياباني سابق كان يلعب كمدافع.

## وصلات خارجية
- يوسوكي موراكامي على موقع رابطة كرة القدم اليابانية للمحترفين (اليابانية)
- يوسوكي موراكامي على موقع قاعدة بيانات كرة القدم.إي يو (الإنجليزية)
- يوسوكي موراكامي على موقع Soccerway.com (الإنجليزية)
- يوسوكي موراكامي على موقع عالم كرة القدم.نت (الإنجليزية)
- يوسوكي موراكامي على موقع كووورة